# Хацуне Міку
Міку Хацуне (яп. 初音ミク) — японська віртуальна співачка та поп-ідол, створена компанією Crypton Future Media 31 серпня 2007 року. Для синтезації її голосу використовується технологія семплування голосу справжньої співачки, а саме програма Vocaloid від компанії Yamaha Corporation. Авторкою голосу стала японська сейю Сакі Фуджіта. Вперше була випущена на рушії Vocaloid2, пізніше доданий Append (Sweet, Dark, Soft, Light, Vivid, Solid), також була перевипущена на рушії Vocaloid3. Оригінальний образ Міку був створений японським ілюстратором KEI Garou, який також працював над зовнішністю інших вокалоїдів для Crypton Future Media. Диски з піснями Міку завойовували перші позиції в японських чартах. Вона є найвідомішим і найпопулярнішим вокалоїдом і стала поп-ідолом. Також, завдяки технології лазерної 3D-голографії, вона дає і живі концерти. На її сторінку у Facebook підписана понад 2,5 мільйонів користувачів.
Міку часто зображують з цибулею пореєм, що став її відмінною атрибутикою. Колір її волосся бірюзовий або аквамарин.

## Історія
Про розробку голосового банку Міку було оголошено 25 червня 2007, в той час, коли робота була завершена на 90 %, також стало відомо її ім'я. Трохи пізніше, 12 серпня 2007 року, з блогу Crypton стало відома її прізвище та оголошено про відправку банку на бета-тест. Хацуне Міку, під кодовим ім'ям CV01, стала першим вокалоїдом Character Vocal Series і Character Voice. Багато хто помилково вважає, що вона була першим вокалоїдом, випущеним на рушії Vocaloid 2, проте першою була випущена Sweet Ann. Назва-ім'я вибране шляхом поєднання слів хацу (яп. 初, перший), не (яп. 音, звук) та Міку (яп. 未来, майбутнє). Основою для «голосу» Хацуне Міку став голос японської сейю Сакі Фуджіта (англ. Saki Fujita). На відміну від інших мовних синтезаторів, програма налаштована, передусім, на створення J-pop і Денс-поп пісень, зазвичай грають в аніме, але можливе створення також і пісень інших жанрів.
Популярний японський відеовебсайт Nico Nico Douga зіграв основну роль у популяризації програми. Незабаром після випуску програмного забезпечення, користувачі Nico Nico Douga почали публікувати відеокліпи по створеним пісням. Згідно Crypton, ремікс популярного відео «Як Цуп Цоп», де замість Іноуе Оріхіме пісню виконує комічна версія Міку (фан-маскот Хацуне Міку), показав можливості використання програмного забезпечення в створенні розважального мультимедіаконтента. У міру зростання популярності вокалоїд, Nico Nico Douga став місцем для творчої співпраці користувачів. Популярні пісні ілюструються і анімуються в 2D і 3D форматі одними користувачами і переробляються в ремікси іншими.
18 жовтня 2007 на сайті Internet BBS повідомили, що Хацуне Міку стала жертвою цензури з боку пошукових систем Google і Yahoo! з огляду на те, що зображення Хацуне Міку не з'являлися в перших рядках їх пошуку за зображеннями. Пошуковики оскаржили звинувачення, посилаючись на інформаційний дефект — при пошуку запиту «Hatsune Miku» запит дробився на складові слова «Hatsune» і «Miku». Обидві компанії висловили готовність виправити проблему. 19 жовтня зображення Міку з'явилися на Yahoo!
Зі збільшенням популярності Хацуне Міку стала затребуваним персонажем для косплею та фігурок.
Колірна схема і зображення Хацуне Міку були використані в оформленні BMW Z4 від Studie (магазин тюнінгу для BMW), яка брала участь у класі GT300 Super GT сезону 2008. Автомобіль був названий «Hatsune Miku Studie Glad BMW Z4». 23 серпня 2009 Хацуне Міку виступила «наживо» в рамках концерту пісень, пов'язаних з аніме Animelo Summer Live і на Anime Festival Asia (AFA) 2009 у Сінгапурі.
8 жовтня 2010 на New York Comic-Con, генеральний директор компанії «Crypton», Хіроюкі Іто (Hiroyuki Itoh), заявив, що якщо за Міку у Facebook проголосують 39390 людей, то англійський голосовий банк буде розвиватися. Проект отримав назву «Проект MIKUCASH». 17 листопада 2010 в своєму твіттері, Ватару Сасакі (Wataru Sasaki), більш відомий як Wat і є одним з відповідальних за розробку голосового банку Хацуне Міку, підтвердив, що сторінку Міку відвідало понад 39 390 людей. 4 грудня 2010, Wat повідомив, що ще не вирішено дату виходу англійського голосового банку, а також не вирішено для якої версії Vocaloid він вийде.

## Особисті дані
| Ім'я            | Міку Хацуне                               |
| Стать           | жіноча                                    |
| Народилася      | 31 серпня                                 |
| Вік             | 16 років                                  |
| Знак зодіаку    | Діва                                      |
| Зріст           | 1 м 58 см                                 |
| Вага            | 42 кг                                     |
| Колір волосся   | бірюзовий або аквамарин                   |
| Жанри виконання | поп, рок, денс-поп, хаус, техно, кросовер |
| Діапазон ритму  | 70-150 bpm                                |
| Атрибут         | Цибуля порей                              |

## Культурний вплив

### Аніме та манга
В аніме і манзі Міку нерідко стає образом для косплею. Незважаючи на те, що вона ніколи не з'являється як повноцінний персонаж, в аніме часто можна побачити її на задньому плані серед інших персонажів. Її появи в аніме:
- В OVA Lucky Star Міку з'являється як персонаж для косплея увісні Кагамі.
- У другому сезоні Sayonara, Zetsubou-Sensei, під назвою (Zoku) Sayonara Zetsubou Sensei, вона намагається бути голосом Меру Отонаші.
- У 21 епізоді Accel World на магазині в Акіхабарі висять 2 постери гри Project Diva Extend (у якій Міку є головним персонажем).
- В Danball Senki Міку згадується під час зустрічі Бана і Отакросса.
- У 11 епізоді Baka to Test to Shoukanjuu її можна побачити в класі B.
- З 12 по 16 епізоди, в Hyouka Міку, а також вокалоїди Каґаміне Рін та Лен, (Kagamine Rin, Kagamine Len) і Меґуріне Лука (Megurine Luka) виступають як образи для косплею.
- В 7 епізоді Kämpfer на Мікото можна побачити перефарбовану версію костюма Міку.
- У 9 епізоді MM! На шкільному фестивалі є перефарбована версія Міку, що тримає палицю у формі цибулі-порею. Так само її та стрільця з Black Rock Shooter можна побачити в опенінгу до цього епізоду
- У 12 епізоді Maria † Holic Міку і Рін з'являються в хорі.
- У 12 епізоді Samurai Flamenco є відсилання на Міку.
- У першому епізоді Un-Go на вечірці є дівчина одягнена як Міку.
- Міку співає в ендінгу для 6 епізоду WataMote.

В манзі Міку з'являлася не рідше. 26 листопада 2007 в японському манґа-журналі Comic Rush, видавництва Jive почала виходити манґа з її участю, Maker Hikoshiki Hatsune Mix. Художником манґи став KEI Garou — автор оригінального образу Міку. Hachune Miku no Nichijo Roipara!, намальована Ontama, почала публікуватися видавництвом Kadokawa Shoten в манга-журналі Comp Ace з 26 грудня 2007. 30 листопада 2007 світ побачила вебманґа Miku-4, автором якої був Nagimiso. 5 червня 2008 вийшла йонкома манга Chibi Miku-san і багато іншої додзінсі манги. Ще можна побачити пародію на неї в 52 розділі манґи WataMote а також косплей Моміджі в Binbougami ga!.

### Ігри
Вперше в іграх Міку з'явилася в грі 13-sai no Hello Work DS для Nintendo DS, де вона виступає одним з героїв. 22 травня 2008 в японській версії мережевої багатокористувацької гри PangYa її образ також використаний як один з героїв. У грі Yakuza 5 для PlayStation 3 можна знайти снігові скульптури Міку по всьому місту, її іграшку можна виграти в ігровому автоматі. А граючи за Харуку, є можливість одягнути її в костюм Міку і узяти участь в танцювальних битвах. В онлайн гру Transformice була додана зачіска Міку, яку можна одягнути на свою мишку. В Tales of Graces для Wii був доданий її костюм. Величезна кількість варіацій Міку з'явилося і для M.U.G.E.N. В рольовій грі для PSP 7thDragon 2020, Міку співає відкриваючу пісню, а в сиквелі, 7thDragon 2020 II, ще й виступає в ролі NPC, таємничої співачки, під прізвиськом «Hatsune Miku Type 2021».
2 липня 2009 вийшла перша частина серії музичних відеоігор, Hatsune Miku: Project DIVA компанії Sega на платформі PlayStation Portable. Пізніше на PSP вийшли продовження Hatsune Miku: Project DIVA 2nd і Hatsune Miku: Project DIVA 2nd. У 2010 вийшла версія гри для аркадних автоматів Hatsune Miku: Project DIVA Arcade, а в 2013 Hatsune Miku: Project DIVA Arcade Future Tone. У 2012 році вийшов спіноф для Nintendo 3DS Hatsune Miku and Future Stars: Project Mirai, а в наступному році Hatsune Miku: Project Mirai 2. Інший спіноф Miku Flick, вийшов на iOS в 2009 році, а в 2012 з'явилася друга частина Miku Flick/02. Так само для iOS і Android пристроїв, компанії MARZA і Wrock Games, випустили музичний дейт-сім програвач Music Girl Hatsune Miku.
Хацуне Міку часто жартома називають творцем відеоігри Minecraft, цей жарт походить від пародійного облікового запису mikumiku_ebooks, який твітнув «Я створив Minecraft»), а також серії книг про Гаррі Поттера. Обидві згадки ці згадки з'явилися після того, як автори цих творів (Маркус Перссон і Джоан Роулінг) в різний час опублікували твіти з критикою трансгендерів, що своєю чергою викликало негативну реакцію з боку шанувальників.

### Музика
У кліпі канадського діджея Deadmau5, «Professional Griefers», можна побачити дівчину одягнену в перуку дуже схожу на волосся Міку, а сам діджей був помічений у футболці з її зображенням. В одному з відеороликів естонської співачки Керлі, на задньому плані грає пісня Хацуне Міку..
Американський співак Вільямс Фаррелл зробив ремікс на популярну пісню Міку, «Last night, Good night», написану Livetune. У березні 2014 року, Crypton Future Media спільно з японським рок-гуртом Bump of Chicken, записали кліп «Ray» (Промінь). У ньому Міку, в режимі реального часу, співала разом з «живими» виконавцями. Кліп опубліковано на офіційному YouTube 6 березня 2014.

### Реклама
Хацуне Міку часто з'являється на японському телебаченні під час реклами. У японської версії реклами Google Chrome демонструється її символіка, а на задньому плані звучить її пісня. Вона також бере участь в рекламі автомобіля Toyota Corolla та мережі магазинів FamilyMart. А косметична компанія Shu Uemura, спільно з Муракамі, Такаші, випустила анімаційний ролик «Six Hearts Princess» (6 ♥ Princess) з супутньою піснею Хацуне Міку «Pink or Black». Ролик був присвячено святковій колекції косметики, «dual beauty» («Подвійна краса»).

### Телепередачі
Міку була присутня на американській телепередачі «Пізнє шоу з Девідом Леттерманом».

### Hatsune Miku
- Сторінка у Facebook [Архівовано 30 липня 2020 у Wayback Machine.]
- Канал на YouTube [Архівовано 9 квітня 2015 у Wayback Machine.]

### Crypton Future Media
- Hatsune Miku (music software) [Архівовано 15 квітня 2015 у Wayback Machine.]
- Vocaloid2 — Hatsune Miku [Архівовано 28 липня 2015 у Wayback Machine.]
- Hatsune Miku Append [Архівовано 15 липня 2015 у Wayback Machine.]
- Who is Hatsune Miku? [Архівовано 30 травня 2013 у Wayback Machine.]